# El desconegut del tercer pis
 El desconegut del tercer pis  (original: Stranger on the Third Floor) és una pel·lícula negra americana dirigida el 1940 per Boris Ingster. Ha estat doblada al català.

## Argument
Michael Ward, modest periodista amb un futur brillant al davant, és el testimoni clau en el transcurs d'un procés per homicidi per al qual el jove Joe Briggs, taxista, és acusat. Aquest és condemnat però continua clamant la seva innocència. Jane, la promesa de Mike, es col·loca del costat de Joe i va contra Mike. En el transcurs d'un terrible malson, Mike es veu ell mateix acusat de l'homicidi del seu sorollós veí, Meng, fins que Jane desemmascari el verdader assassí.

## Al voltant de la pel·lícula
Peter Lorre va obtenir un contracte de dos dies amb la RKO per aquest paper i, malgrat el poc temps de les escenes en les que va participar, va cobrar un catxet important.

## Repartiment
- John McGuire: Mike, Michael Ward
- Peter Lorre: El desconegut
- Margaret Tallichet: Jane
- Charles Waldron: El procurador de districte
- Elisha Cook Jr.: Joe Briggs
- Charles Halton: El veí de Mike, Albert Meng
- Ethel Griffies: La llogatera de Mike, Mrs. Kane
- Cliff Clark: Martin
- Oscar O'Shea: El jutge
- Alec Craig: L'advocat de la defensa, Briggs
- Otto Hoffman: El metge de la polícia, Charles Evans

Actors que no surten als crèdits
- Dell Henderson: El detectiu